# Мизин, Леонид Васильевич
Леонид Васильевич Мизин (1921, Сквирский район — 1996, Москва) — советский военно-морской деятель, адмирал (25.04.1975). Начальник Тыла ВМФ — заместитель по тылу Главнокомандующего ВМФ СССР.

## Биография
С 1938 по 1941 год — курсант Черноморского военно-морского училища. Участник войны. После войны — командир эсминца «Скорый», начальник военно-морской базы. В 1950 окончил Высшие специальные офицерские классы ВМС, в 1958 — основной факультет Военно-морской академии имени К. Е. Ворошилова.
В 1967—1971 — начальник штаба — первый заместитель командующего Черноморским флотом; в 1971—1974 — первый заместитель командующего Дважды Краснознамённым Балтийским флотом. В 1974—1987 — начальник Тыла ВМФ — заместитель по тылу Главнокомандующего ВМФ. Адмирал (25.04.1975).
С 1987 года в запасе.
Умер в 1996 году в городе Москва. Похоронен на Кунцевском кладбище.

## Семья
Сын — Игорь; руководитель представительства ФГУП «Рособоронэкспорт» в Индии, начальник управления послепродажного обслуживания и поставки ЗИП, ФГУП «Рособоронэкспорт».